# 卡塔尔教育城
教育城（简称EC），是卡塔尔艾尔赖扬自治市的一个大学城。教育城由卡塔尔基金会建设，占地12平方公里，拥有各种教育设施，包括八所全球知名大学的卫星校园。

## 历史
教育城由卡塔尔基金会于 1997 年建立。同年，弗吉尼亚联邦大学成为第一所入驻教育城的大学， 其卡塔尔校区于2003年正式开放。 
在过去的20年间，教育城成为一个拥有多所大学校园的大学城，学生来自50多个国家，拥有庞大的研究基金，为各个学科的知识和研究进步提供了重要机会。 
近五年，教育城进一步发展，新建了诸多设施，例如Premier Inn酒店、教育城高尔夫俱乐部（Education City Golf Club）、卡塔尔国家图书馆和氧气公园（Oxygen Park）。

## 教育机构

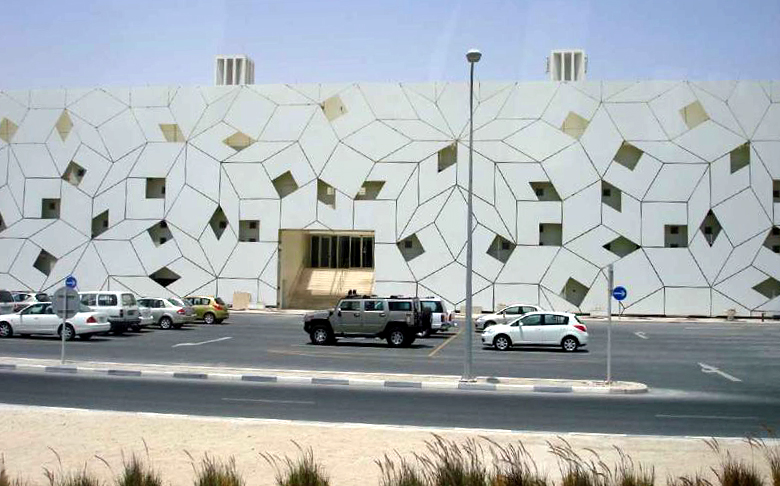
文理大楼（The Liberal Arts and Science Building）内设有多所学院的教室。

六所美国大学、一所英国大学、一所卡塔尔大学和一所法国大学在教育城设有校区。

### 弗吉尼亚联邦大学
弗吉尼亚联邦大学艺术学院卡塔尔校区（Virginia Commonwealth University School of the Arts in Qatar，缩写VCUarts Qatar），是第一所在教育城开设的国际合作大学。此校区提供时装设计、平面设计、室内设计、绘画与版画专业的学位课程，以及艺术史专业的文学学士学位和设计专业的美术硕士学位。

### 威尔康奈尔医学院
威尔康奈尔医学院 - 卡塔尔（Weill Cornell Medicine - Qatar，缩写WCM-Q），于2001年成立，是康奈尔大学和卡塔尔基金会的合作校园。此校区提供六年制医学课程，可获得康奈尔大学的医学博士学位。

### 德州农工大学
德州农工大学卡塔尔校区（Texas A&M University at Qatar，缩写TAMUQ），于2003年成立。此校区提供化学工程、电气工程、机械工程和石油工程专业的本科教育，以及化学工程专业的研究生课程。
2024年2月8日，德州农工大学宣布将于2028年关闭卡塔尔校区。

### 卡内基梅隆大学
卡内基梅隆大学卡塔尔校区。卡塔尔校区于 2004 年加入教育城。此校区提供生物科学、工商管理、计算生物学、计算机科学和信息系统等本科课程。共有有 10 个毕业班，毕业生总数超过 1,000 人

## 交通
教育城范围涵盖三个多哈地铁站：教育城站（Education City station），卡塔尔国家图书馆站（Qatar National Library station）和Al Shaqab站（Al Shaqab station）。 教育城内设有教育城有轨电车（Education City Tram），便于穿梭于各建筑与地铁站之间。